# مگس‌های جغدی
مگس‌های جغدی (نام علمی: Xylophagidae) نام یک تیره از راسته مگس است.